# レディ・イン・ザ・ウォーター
『レディ・イン・ザ・ウォーター』（英: Lady in the Water）は、2006年のアメリカ映画。M・ナイト・シャマラン監督のファンタジー。

## 概要
大きな対抗馬的作品も無く、ミステリー映画に相応しいとされる秋に公開された作品にもかかわらず、興行収入は伸び悩み、シャマラン監督の作品では最低の記録となった。これは、過去の作品に比べると大きなオチも無かった事で、評論家に相当叩かれたことが影響した。
そのこともあってか第27回ゴールデンラズベリー賞の最低作品賞他全4部門にノミネート、最低監督賞・助演男優賞（シャマラン本人）の2部門受賞という結果となった。

## ストーリー
多国籍で個性的な住人が住む「コーブ・アパート」の管理人クリーブランドは、アパート管理をする平凡な日々を送っていた。ところがある夜、中庭のプールで「ストーリー」と名乗る謎めいた女性と遭遇する。彼女は水の精「ナーフ」という存在で、「青い世界」からある目的のために人間界にやって来たという。クリーブランドは東洋人親子が語る御伽話をヒントにストーリーに目的を果たさせる。目的を果たしたストーリーは「青い世界」へ戻らなければならないが、それを阻止しようとする恐ろしい怪物が現われる。クリーブランドは住民たちの協力を得て御伽噺に語られる協力者を集め、ストーリーが無事に戻れるように奔走する。

## キャスト
| 役名                   | 俳優                                                  | 日本語吹替 |
| ---------------------- | ----------------------------------------------------- | ---------- |
| クリーヴランド・ヒープ | ポール・ジアマッティ                                  | 清水明彦   |
| ストーリー             | ブライス・ダラス・ハワード                            | 佐古真弓   |
| デュリー氏             | ジェフリー・ライト                                    | 安井邦彦   |
| ハリー・ファーバー     | ボブ・バラバン                                        | 塾一久     |
| アナ・ラン             | サリタ・チョウドリー                                  | 林佳代子   |
| ヤン・スーン・チョイ   | シンディ・チャン                                      | 斉藤梨絵   |
| ヴィック・ラン         | M・ナイト・シャマラン                                 | 東地宏樹   |
| レジー                 | フレディ・ロドリゲス                                  |            |
| リーズ氏               | ビル・アーウィン                                      | 菅生隆之   |
| ベル夫人               | メアリー・ベス・ハート                                | 鈴木弘子   |
| ジョーイ・デュリー     | ノア・グレイ＝ケイビー                                |            |
| やぎ髭の男             | ジャレッド・ハリス                                    |            |
| ナレーター             | デヴィッド・オグデン・スティアーズ （クレジットなし） | 家弓家正   |

- その他の声の吹き替え：青山桐子／大黒和広／吉沢希梨／橘凜／斉藤次郎／樫井笙人／大橋佳野人／櫛田泰道／奈良徹／井上文彦／藤原美央子／梅田貴公美／星野貴紀

## 評価
レビュー・アグリゲーターのRotten Tomatoesでは212件のレビューで支持率は25%、平均点は4.30/10となった。Metacriticでは36件のレビューを基に加重平均値が36/100となった。
カイエ・デュ・シネマの2006年の年間ベストテンで6位に選出された。